# تشل قشلاقي (قشلاق أهر)
تشل قشلاقي (بالفارسية: چل‌قشلاقی) هي منطقة سكنية تقع في إيران في قسم قشلاق الریفي. يقدر عدد سكانها بـ 973 نسمة .